# Bibliothek geographischer Reisen und Entdeckungen älterer und neuerer Zeit
Die Bibliothek geographischer Reisen und Entdeckungen älterer und neuerer Zeit ist eine Buchreihe mit ins Deutsche übersetzten Reisewerken, die von 1868 bis 1886 in Jena im Verlag von Hermann Costenoble erschien. Insgesamt erschienen fünfzehn Bände.

## Übersicht
- 1 Isaak Israel Hayes: Das offene Polarmeer; Eine Entdeckungsreise nach dem Nordpol; aus dem Englischen von J.E.A. Martin (1868)

- 2 Fernand Mendez Pinto: Fernand Mendez Pinto's abenteuerliche Reise durch China, die Tartarei, Siam, Pegu und andere Länder des östlichen Asiens. Neu bearbeitet von Ph. H. Külb, 1868.

- 3 Samuel White Baker: Der Albert Nyanza das große Becken des Nil und die Erforschung der Nilquellen autorisierte vollständige Ausgabe für Deutschland, aus dem Englischen von J E A Martin, 2. Auflage; einbändige Ausgabe, 1868

- 4 Albert Smith Bickmore: Reisen im Ostindischen Archipel in den Jahren 1865 und 1866, autorisierte vollständige Ausgabe für Deutschland; aus dem Englischen von J. E. A. Martin, 1869

- 5 Otto Martin Torell / Adolf Eric Nordenskiöld: Die Schwedischen Expeditionen nach Spitzbergen und Bären-Eiland ausgeführt in den Jahren 1861, 1864 und 1868, aus dem Schwedischen übersetzt von L. Passarge, 1869

- 6 John Ross Browne,: Reisen und Abenteuer im Apachenlande, aus dem Englischen in deutscher Übersetzung von H. Hertz; 1871

- 7 Charles Martins: Von Spitzbergen zur Sahara. Stationen eines Naturforschers in Spitzbergen, Lappland, Schottland, der Schweiz, Frankreich, Italien, dem Orient, Aegypten und Algerien. Aus dem Französischen, 1872

- 8 David und Charles Livingstone: Neue Missionsreisen in Süd-Afrika unternommen im Auftrage der englischen Regierung. Forschungen am Zambesi und seinen Nebenflüssen nebst Entdeckungen der Seen Schirwa und Nyassa in den Jahren 1858 bis 1864. Aus dem Englischen von J. E. A. Martin, 1874. Zweite Auflage.

- 9 Robert Shaw: Reise nach der Hohen Tatarei, Yarkand und Kashghar und Rückreise über den Karakoram-Pass. Mit 14 Illustrationen (inkl. Titelvignette) und 2 Karten (hier nicht ganz vollständig!), 1876.

- 10 Arthur Morelet: Reisen in Central - Amerika. In deutscher Bearbeitung von H. Hertz, 1876.

- 11 George Chaworth Musters: Unter den Patagoniern; Wanderungen auf unbetretenem Boden von der Magahaes-Straße bis zum Rio Negro, autorisierte vollständige Ausgabe für Deutschland, aus dem Englischen von J. E. A. Martin, 1877

- 12 Nicolai Michailowitsch von Prschewalski: Reisen in die innere Mongolei, im Gebiete der Tanguten und den Wüsten Nordtibets in den Jahren 1870 bis 1873, autorisierte Ausgabe für Deutschland, aus dem Russischen und mit Anmerkungen versehen von Albin Kohn, erschienen in der Reihe Bibliothek geographischer Reisen und Entdeckungen älterer und neuerer Zeit, 1881

- 13 Thomas Thornville Cooper: Reise zur Auffindung eines Überlandweges von China nach Indien, 1882 Digitalisat, (web)

- 14 Josef Thomson: Expedition nach den Seen von Central-Afrika in den Jahren 1878 bis 1880, im Auftrage der Königlichen Brit. Geograph. Gesellschaft. - 2. Aufl., 1886

- 15 Isabella Lucy Bird: Unbetretene Reisepfade in Japan; eine Reise in das Innere des Landes nach den heiligen Stätten von Nikko und Nezo; von der Verfasserin von " Sechs Monate auf den Sandwich-Inseln "," Das Leben einer Dame in den Felsen-Gebirgen "; autorisierte deutsche Ausgabe, aus dem englischen, 1886